# Одерне
Одерне (пол. Uście Gorlickie) — частина (присілок) лемківського села Устя-Руське (Горлицьке) у сучасній Польщі у Малопольському воєводстві, Горлицький повіт, ґміна Устя Горлицьке.

## Розташування
Розташоване в Низьких Бескидах.

## Назва
Первинна назва «Устя» походить від місця розташування села — впадіння річки Ждиня в річку Ропа. В 1765 р. носить назву «Устя Волоське», за Австро-Угорщини — «Устя Руське», в 1949 р. (після депортації українців) — «Устя Горлицьке».

## Пам'ятки
- Дерев'яна каплиця св. Станіслава 1898 р.